# Aristea anceps
Aristea anceps är en irisväxtart som beskrevs av Christian Friedrich Frederik Ecklon och Friedrich Wilhelm Klatt. Aristea anceps ingår i släktet Aristea och familjen irisväxter. Inga underarter finns listade i Catalogue of Life.